# ミズーラ (モンタナ州)
ミズーラ（英語：Missoula）は、アメリカ合衆国モンタナ州ミズーラ郡にある都市。ミズーラ郡の郡庁所在地である。人口は7万3489人（2020年国勢調査）であり、モンタナ州で2番目に大きな都市である。
ミズーラは、モンタナ大学がある学園都市である。また、政治的にリベラルな都市として知られており、米国議会に選出された最初の女性であるジャネット・ランキン（1880年-1973年）の出身地である。
モンタナ州の州花「bitterroot」は、ミズーラ周辺にしか植生していない。

## 地理

### 位置・地勢

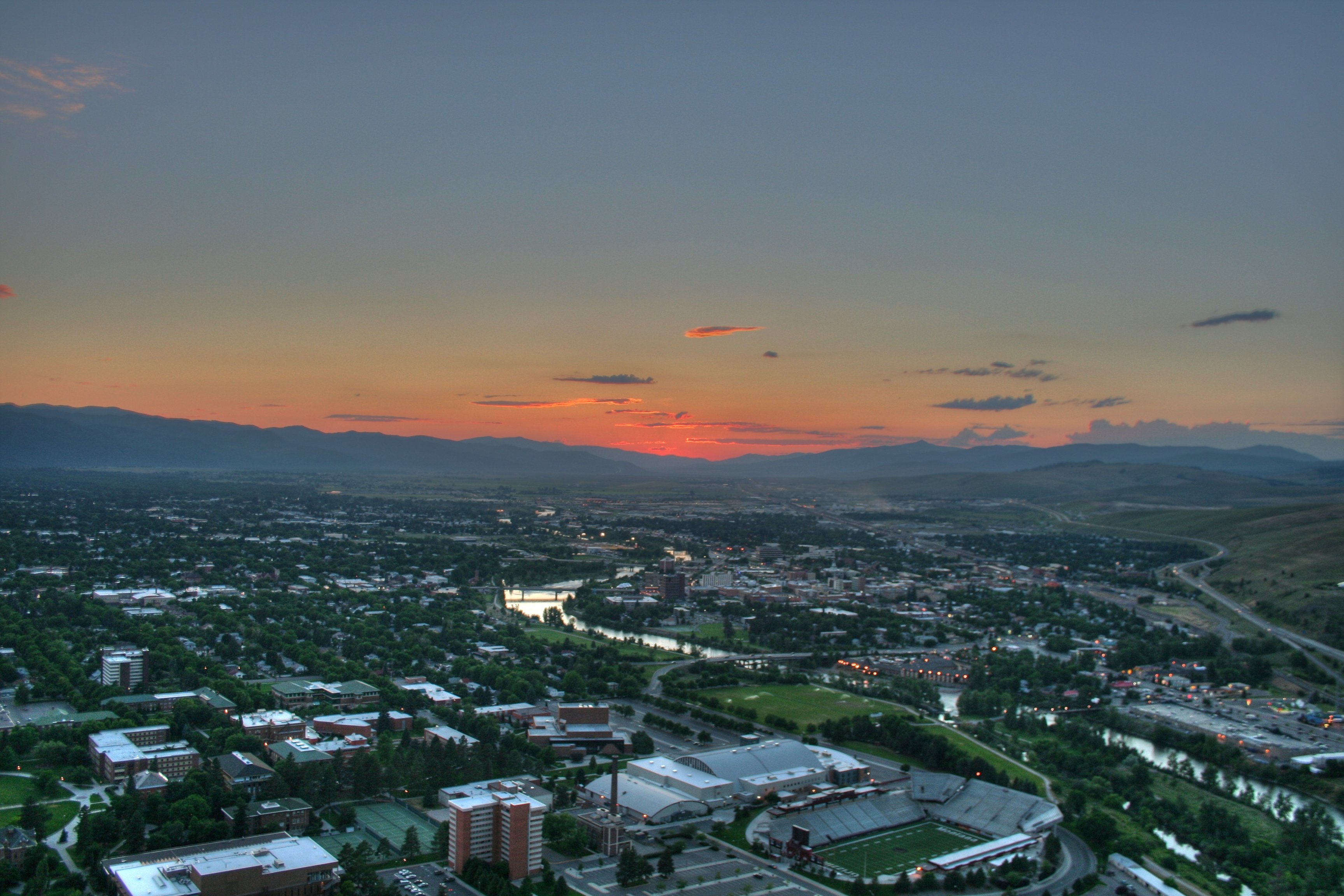
ミズーラの景観

ミズーラ市は山脈に囲まれた深い谷の西部に位置する。氷河期末期に存在していたミズーラ湖 (氷河湖) によって、現在の地形が形成された。標高は978メートルである。座標は、北緯46度51分45秒、西経114度0分42秒 (46.862633, -114.011593)。
アメリカ合衆国統計局によると、この都市は総面積61.9 km2 (23.9 mi2) である。このうち61.6 km2 (23.8 mi2) が陸地であり、0.3 km2 (0.1 mi2) (0.46%) が水地である。
- 山: Bitterroot山脈
- 河川: クラークフォーク川 (Clark Fork River)、ビタールート川 (Bitterroot River)、ブラックフット川 (Blackfoot River)
- その他:

### 気候
ミズーラは、ケッペンの気候区分におけるステップ気候である。春と夏は短く、夏は湿度が低く気温が上がり、冬には雪が降る。
平均降雪量は109センチメートル。夏 (7月) の最高気温は、28.9 ℃。ただし、4月から10月までは乾燥しているため、昼と夜の温度差が大きい。

## 人口
2000年国勢調査で、この都市は人口57,053人、24,141世帯、及び12,336家族が暮らしている。人口密度は925.6/km2 (2,397.1/mi2) である。409.2/km2 (1,059.8/mi2) の平均的な密度に25,225軒の住宅が建っている。この都市の人種的な構成は白人93.57%、アフリカン・アメリカン0.36%、ネイティブ・アメリカン2.35%、アジア1.23%、太平洋諸島系0.10%、その他の人種0.51%、及び混血1.87%である。この人口の1.76%はヒスパニックまたはラテン系である。
全世帯のうち、18歳未満の子供と同居している世帯が24.6%、夫婦のみの世帯が37.9%、未婚女性の世帯が10.0%であり、48.9%は家族を持たない。個人名義の世帯主が33.6%、そのうち65歳以上が8.9%である。世帯ごとの平均人数は2.23人、家族ごとの平均人数は2.88人である。
18歳未満の未成年が19.7%、18歳以上24歳以下が20.7%、25歳以上44歳以下が29.4%、45歳以上64歳以下が19.8%、65歳以上が10.4%、平均年齢は30歳である。女性100人に対して男性は98.8人である。18歳以上の女性100人に対して男性は97.1人である。
この都市の世帯ごとの平均的な収入は30,366 USドルであり、家族ごとの平均的な収入は42,103 USドルである。男性は30,686 USドルに対して女性は21,559 USドルの平均的な収入がある。この都市の一人当たりの収入 (per capita income) は17,166 USドルである。人口の19.7%及び家族の11.7%は貧困線以下である。全人口のうち18歳未満の20.5%及び65歳以上の9.3%は貧困線以下の生活を送っている。25歳以上の38%が学士号および学位を取得している。

## 歴史
ミズーラには、インディアンのサリット族 (Salish) が住んでいた。ミズーラという地名は、サリット語 (別名：フラットヘッド) のクラークフォーク川を意味する numeslet が語源と考えられている。しかし、これは通説であり、単語を直訳すると「冷たい水」または「水が凍りつく場所」である。この名前は、氷河期末期に存在していたミズーラ湖 (氷河湖) を見たサリット族が名付けたと考えられている。
1805年、ルイス＆クラーク探検隊は、ミズーラ渓谷を越えてインディアンと出会った。1860年代まで、定住した入植者はいなかったが、ミズーラ渓谷の東にあるブラックフット川のヘルゲート村にC.P.ヒギンズ (C. P. Higgins) とフランシス・ワーデン (Francis Waden) が交易所を開き、ミズーラミルズと呼ばれる製材所や製粉所がつくられた。1862年11月25日、ヘルゲート村に郵便局が設立され、ワーデンが郵便局長を務めた。1866年5月14日、ヘルゲートからミズーラに改名された。
ワラワラ (ワシントン州)とフォートベントン (モンタナ州)をつなぐムーランロード (Mullan Road) が完成したことや、1877年の米軍ミズーラ基地の設立、1883年のノーザン・パシフィック鉄道の接続により、急速な成長を遂げた。1880年代初頭には A.B.ハモンド (A. B. Hammond)、E.L.ボナー (E. L. Bonner)、R.A.エディ (R. A. Eddy)によるミズーラ・マーカンタイル社が設立され、ビタールート渓谷の農産物や穀物が取引された。
また、1895年9月にはモンタナ大学が開講され、1908年にはアメリカ合衆国農務省林野局の地域本部が設立、(1942年には山火事パラシュート部隊 Smokejumper の訓練が開始)され、1956年にはパルプ工場が建造された。
1970年代までは林業と製紙が主力産業であったが、1990年代初頭には林業が衰退し、釣り・狩猟・スキー・キャンプなどの観光へと移行した。

## 経済

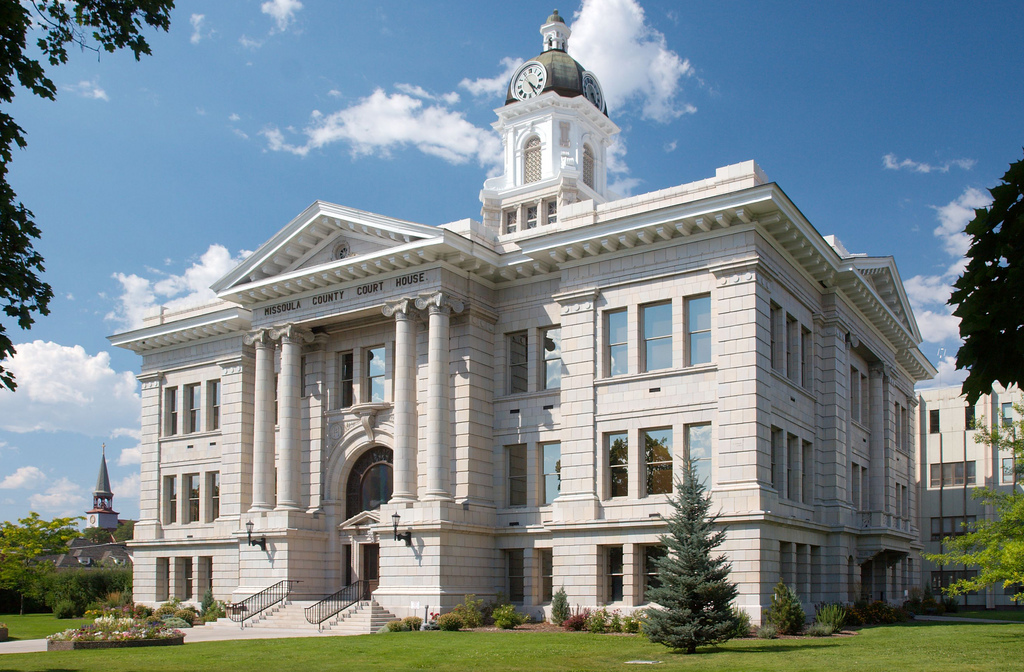
郡裁判所

ミズーラの失業率はモンタナ州の中で最も低く、6.5%である。
- 貿易・運輸 (Trade, Transportation, and Utilities): 11.7%
- 公務員 (Government jobs): 10.3%
- 教育・保健サービス (Education and Health Services): 9.3%
- レジャー・医療 (Leisure and Hospitality): 6.9%
- 技術者・事務 (Professional and Business Services): 6.1%

モンタナ州のメディアが集中している。ローカル新聞は Missoulian 及び Missoula Independent である。CNNMoneyによる中小企業を起業するのに適した場所のランキング10位に選ばれている。
過去の主要産業は観光である。ショッピング区域はダウンタウン・ミズーラ (Downtown Missoula) とサウスゲート・モール (Southgate Mall) である。

## 交通
ミズーラの公共交通網には、マウンテン・ライン (Moutain Line) がある。マウンテン・ラインは12の路線バスを運営している。モンタナ大学の学生は4つのバス路線を利用する。
自転車や歩行者の専用道路が整備されており、遊興や通勤に利用されている。
単独で運転しないことを推奨する報酬型プログラム (Missoula in Motion) が運営されており、通勤のためにララバリ協会 (Missoula Ravalli Transportation Management Association) によるバンの相乗りや他の交通機関が提供されている。
また、グレイハウンド・ラインズやリムロック・トレイルウェイズにより、都市間バスが提供されている。

### 空港
ミズーラ国際空港は、モンタナ州西部にある重要な空港のひとつである。
デルタ航空、ユナイテッド航空、アメリカン航空、ホライゾン航空、アレジアント・エア

### 鉄道
ミズーラには、旅客鉄道が存在しない。しかし、1979年までアムトラックが運営していた North Coast Hiawatha を再開しようという構想がある。

### 道路

#### 高速道路
- 州間高速道路90号線
- U.S. Route 12 (英語)
- U.S. Route 93 (英語)
- Montana Highway 200 (英語)

## 教育

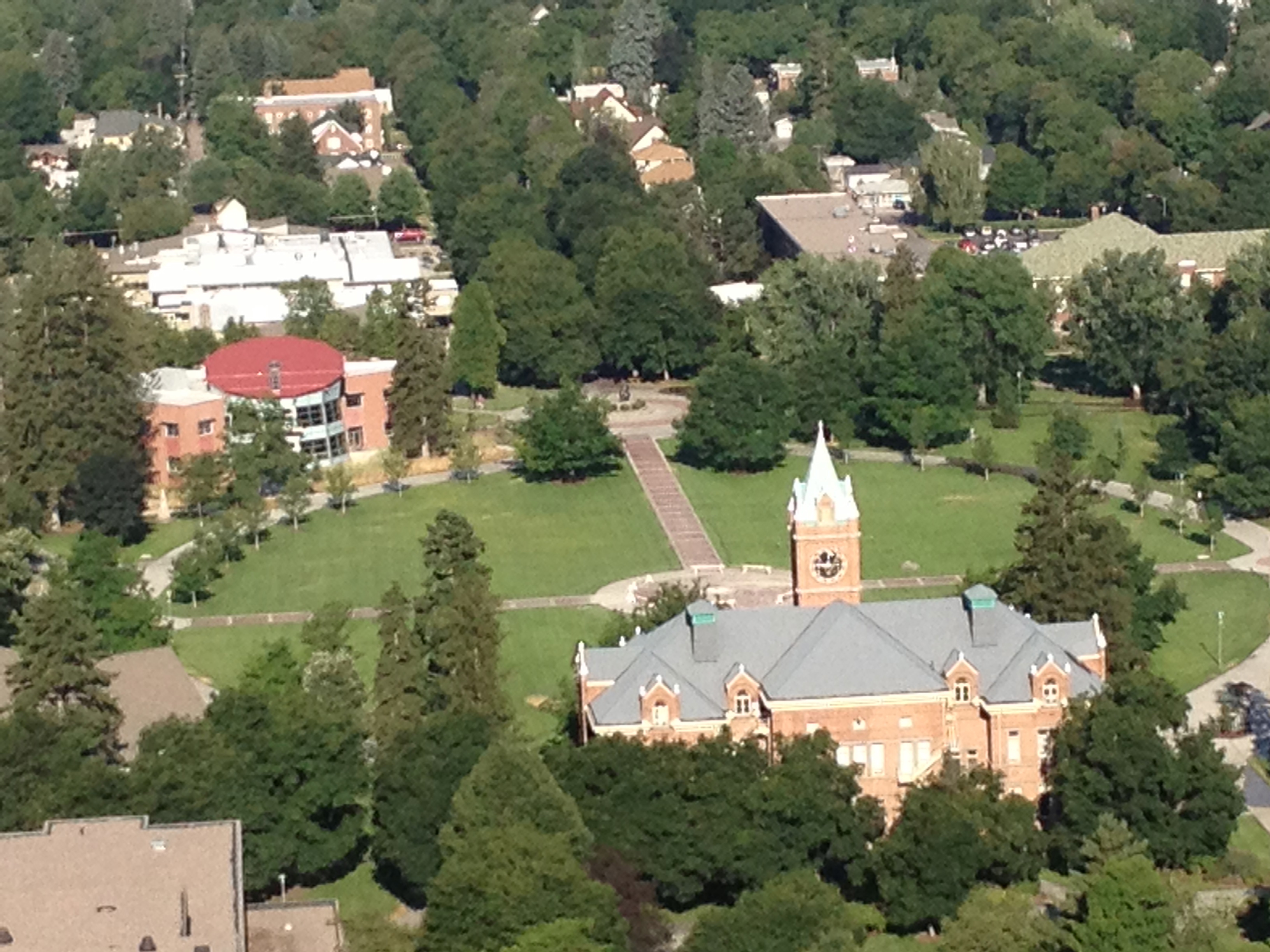
モンタナ大学

- モンタナ大学

## 医療施設
- St. Patrick Hospital
- Community Hospital

## 姉妹都市
- ネッカーゲミュント, ドイツ
- パーマストンノース, ニュージーランド
- ボーヌ, フランス